# 坂東慧
坂東 慧（ばんどう さとし、1983年8月19日 - ）は、日本のドラマー。フュージョンバンド・T-SQUAREのメンバー。大阪府出身。愛称はバンちゃん。

## 人物・来歴
幼い頃からエレクトーンを習い、8歳でドラムを始める。河瀬勝彦、菅沼孝三、ニール・ソーセンに師事。
2004年、菅沼の紹介で参加したライブハウス・六本木ピットインでのセッションで当時T-SQUAREのサポート・キーボーディストを務めていた河野啓三と共演。
その1週間後、テレビ朝日系『タモリ倶楽部』にスクェアがゲスト出演する際、たまたま則竹裕之のスケジュールが空いていなかったため、河野に誘われエキストラで参加（2004年6月4日放送）。これが契機となり、スクェア・ライヴ・ツアー“Groove Globe Tour”にゲスト・ドラマーで参加。2004年末、河野と共にスクェア正式メンバーとなった。
坂東はメンバーになる以前からT-SQUAREのファンで、幼少期からスクェアの曲をコピーしていた。初顔合わせとなったセッションでも坂東はどの曲を出しても譜面なし（暗譜）で叩き、安藤正容と伊東たけしを驚かせた。坂東の腕に惚れ込んだ伊東はその場でプロデューサーの青木幹夫に坂東をスカウトするように要請したという。自分がスクェアに加入したことについて「まさか自分が入るとは思わなかった」「ファンとして憧れていた人たちと演奏できるのは夢のような感じ」と語っている。
ドラマーだけでなく、作曲家・編曲家としても活動。
2005年開催“Zildjian Day 2005 at 楽器フェア”では、サイモン・フィリップス及び恩師の菅沼孝三と競演。
スクェアの活動以外では、DIMENSIONのレコーディングに参加。
DREAMS COME TRUE、Little Glee Monster、May J.、大江千里、吉川晃司、COMPLEX等、多数のアーティストのツアー・サポートも務め、自己のソロ・プロジェクトBANDOBANDでの活動も行っている。2011年7月に初のソロアルバムをリリース。その後も、2年～3年おきにアルバムのリリースを続けている。

## ディスコグラフィー
1. Happy Life!（2011年7月13日）
2. Let's Move!（2013年6月12日）
3. Step By Step!（2016年6月29日）